# Soulaures
Soulaures é uma comuna francesa na região administrativa da Nova Aquitânia, no departamento Dordonha. Estende-se por uma área de 10,29 km². Em 2010 a comuna tinha 89 habitantes (densidade: 8,6 hab./km²).